# Modello di valutazione dei titoli basato sul consumo
Il modello di valutazione dei titoli basato sul consumo (CAPM di consumo o CCAPM) descrive le decisioni simultanee di consumo e di scelta del portafoglio in caso di incertezza. In un'ottica di scelta intertemporale i titoli servono a smussare il consumo nel tempo.
La funzione di utilità del consumatore rappresentativo è:
{\displaystyle \sum _{j=o}^{\infty }\delta ^{j}u(c_{t+j})}
dove u è l'utilità istantanea, {\displaystyle c_{t+j}} il consumo al periodo {\displaystyle t+j} e {\displaystyle \delta =1/(1+\rho )} è il tasso soggettivo di preferenza per il tempo ({\displaystyle \rho } è il tasso di sconto soggettivo).

## Due periodi
Il consumatore desidera massimizzare l'utilità intertemporale attesa:
{\displaystyle u(c_{t})+\delta E_{t}\left[u(c_{t+1})\right]}
dove {\displaystyle E_{t}} indica il valore atteso al tempo t. I vincoli di bilancio sono:
{\displaystyle a_{t}=c_{t}+\sum _{i=1}^{n}x_{it}}
{\displaystyle a_{t+1}\equiv c_{t+1}=\sum _{j=1}^{n}(1+r_{jt})x_{jt}}
dove {\displaystyle x_{jt}} è il titolo j al periodo t, n il numero di titoli, {\displaystyle a_{t}} il patrimonio del consumatore all'inizio del periodo t, {\displaystyle r_{jt}} il tasso di rendimento del titolo j al periodo t.
Introducendo questa seconda condizione nella funzione di utilità si può trovare il valore massimo utilizzando la lagrangiana:
{\displaystyle L=u(c_{t})+\delta E_{t}\left[u{\bigg (}\sum _{j=1}^{n}(1+r_{jt})x_{jt}{\bigg )}\right]-\lambda (c_{t}+\sum _{j=1}^{n}x_{jt}-a_{t})}
dove {\displaystyle \lambda } è il moltiplicatore di Lagrange.
Le condizioni di primo ordine sono:
{\displaystyle {\frac {\partial L}{\partial c_{t}}}=u^{\prime }(c_{t})-\lambda =0}
{\displaystyle {\frac {\partial L}{\partial x_{it}}}=\delta E_{t}\left[u^{\prime }(c_{t+1})(1+r_{it})\right]-\lambda =0\quad i=1,\ldots ,n}
{\displaystyle {\frac {\partial L}{\partial \lambda }}=c_{t}-\sum _{j=1}^{n}x_{jt}-a_{t}=0}
dove  {\displaystyle u^{\prime }(c_{t})}  è la derivata di {\displaystyle u(c_{t})}.
Prendendo le due prime equazioni si ottiene:
{\displaystyle u^{\prime }(c_{t})=E_{t}\left[{\bigg (}{\frac {1+r_{it}}{1+\rho }}{\bigg )}u^{\prime }(c_{t+1})\right]\quad i=1,\ldots ,n}
L'utilità marginale di un'unità di consumo al periodo t deve essere uguale all'utilità marginale attesa di un'unità risparmiata che da un rendimento di {\displaystyle r_{it}} e è consumata al periodo t+1.

## Numerosi periodi
Il modello diventa, introducendo un titolo privo di rischio {\displaystyle F} e un reddito esogeno {\displaystyle y_{t}}:
{\displaystyle max\quad u(c_{t})+\sum _{j=1}^{\infty }\delta ^{j}E_{t}[u(c_{t+j})]}
sotto il vincolo:
{\displaystyle \sum _{j=1}^{n}x_{j,t+1}+F_{t+1}=\sum _{j=1}^{n}(1+r_{jt})x_{jt}+(1+r_{ft})F_{t}+y_{t}-c_{t}}
dove {\displaystyle r_{ft}} è il tasso di interesse di un titolo privo di rischio.
Utilizzando l'equazione di Bellman della programmazione dinamica si può scrivere:
{\displaystyle V(A_{t})=\max _{x_{i,t+1},F_{t+1}}\left\{u(A_{t}+y_{t}-\sum _{j=1}^{n}x_{j,t+1}-F_{t+1})+\delta E_{t}\left[V(A_{t+1})\right]\right\}}
dove la variabile di stato è:
{\displaystyle A_{t}=\sum _{j=1}^{n}(1+r_{jt})x_{jt}+(1+r_{ft})F_{t}}
Le condizioni di primo ordine sono:
{\displaystyle {\frac {\partial V}{\partial x_{i,t+1}}}=-u^{\prime }(c_{t})+\delta E_{t}\left[V_{A}(A_{t+1}){\frac {\partial A_{t+1}}{\partial x_{i,t+1}}}\right]=0\quad i=1,\ldots ,n}
{\displaystyle {\frac {\partial V}{\partial F_{t+1}}}=-u^{\prime }(c_{t})+\delta E_{t}\left[V_{A}(A_{t+1}){\frac {\partial A_{t+1}}{\partial F_{t+1}}}\right]=0}
dove {\displaystyle V_{A}} è la derivata rispetto a {\displaystyle A_{t+1}}.
Utilizzando il teorema dell'inviluppo, si possono scrivere così le prime n condizioni:
{\displaystyle V_{A}(A_{t})=u^{\prime }(c_{t})=>E_{t}[V_{A}(A_{t+1})]=E_{t}[u^{\prime }(c_{t+1})]}
Si ottiene:
{\displaystyle u^{\prime }(c_{t})=\delta E_{t}[u^{\prime }(c_{t+1})(1+r_{i,t+1})]\quad i=1,\ldots ,n}
Per il titolo privo di rischio si ha:
{\displaystyle u^{\prime }(c_{t})=\delta (1+r_{f,t+1})E_{t}[u^{\prime }(c_{t+1})]}
La covarianza di due variabili stocastiche x,y è:
{\displaystyle cov(x,y)=E(xy)-E(x)E(y)}
Per i titoli rischiosi si può scrivere:
{\displaystyle u^{\prime }(c_{t})=\delta {\big \{}E_{t}[u^{\prime }(c_{t+1})]E_{t}(1+r_{i,t+1})+cov_{t}[u^{\prime }(c_{t+1}),(1+r_{i,t+1})]{\big \}}}
Questo risultato mostra che la scelta del consumatore dipende dal rendimento atteso e dalla covarianza con l'utilità marginale del consumo.
Sottraendo dal risultato del titolo rischioso quello del attivo privo senza rischio si ottiene:
{\displaystyle \delta {\big \{}E_{t}[u^{\prime }(c_{t+1})]E_{t}(1+r_{i,t+1})+cov_{t}[u^{\prime }(c_{t+1}),(1+r_{i,t+1})]{\big \}}-\delta (1+r_{f,t+1})E_{t}[u^{\prime }(c_{t+1})]=0}
Si può quindi scrivere:
{\displaystyle E_{t}(r_{i,t+1})-r_{f,t+1}=-{\frac {cov_{t}[u^{\prime }(c_{t+1}),(1+r_{i,t+1})]}{E_{t}[u^{\prime }(c_{t+1})]}}}
Il rendimento supplementare di un attivo rischioso che ha una correlazione positiva con il consumo deve essere elevato siccome non offre una buona protezione in caso di bisogno. Infatti, per smussare il consumo bisogna avere dei titoli che hanno una correlazione negativa con le spese di consumo.

## Utilità istantanea con avversione al rischio costante
Si può scrivere il risultato del titolo rischioso nel modo seguente:
{\displaystyle 1=E_{t}[{\frac {u^{\prime }(c_{t+1})}{u^{\prime }(c_{t})(1+\rho )}}]E_{t}(1+r_{i,t+1})+cov_{t}[{\frac {u^{\prime }(c_{t+1})}{u^{\prime }(c_{t})(1+\rho )}}\,,\,(1+r_{i,t+1})]}
Sia {\displaystyle S_{t+1}} il fattore di sconto stocastico:
{\displaystyle S_{t+1}={\frac {u^{\prime }(c_{t+1})}{u^{\prime }(c_{t})(1+\rho )}}}
Si ottiene allora:
{\displaystyle 1-cov_{t}[S_{t+1},(1+r_{i,t+1})]=E_{t}(S_{t+1})E_{t}(1+r_{i,t+1})}
{\displaystyle E_{t}(1+r_{i,t+1})=[E_{t}(S_{t+1})]^{-1}\{1-cov_{t}[S_{t+1},(1+r_{i,t+1})]\}}
Se la funzione di utilità istantanea è:
{\displaystyle u(c_{t})={\frac {c_{t}^{1-\sigma }}{1-\sigma }}}
dove {\displaystyle \sigma } è il coefficiente relativo di avversione al rischio (e {\displaystyle 1/\sigma } l'elasticità di sostituzione intertemporale) si ottiene:
{\displaystyle S_{t+1}={\frac {1}{(1+\rho )}}g_{t+1}^{-\sigma }}
con {\displaystyle g_{t+1}=c_{t+1}/c_{t}} il tasso lordo di crescita del consumo. L'equazione del reddito atteso diventa allora:
{\displaystyle E_{t}(1+r_{i,t+1})=(1+\rho )[E_{t}(g_{t+1}^{-\sigma })]^{-1}\{1-cov_{t}[{\frac {1}{(1+\rho )}}g_{t+1}^{-\sigma },(1+r_{i,t+1})]\}}
Mankiw et Shapiro utilizzano l'approssimazione seguente della covarianza:
{\displaystyle cov_{t}[{\frac {1}{(1+\rho )}}g_{t+1}^{-\sigma },(1+r_{i,t+1})]\approx {\frac {-\sigma }{(1+\rho )}}cov[g_{t+1},(1+r_{1,t+1})]}
L'equazione seguente, normalizzata allo scopo di ottenere un valore unitario per il beta del mercato (il cui rendimento di questo CAPM di consumo ({\displaystyle \beta _{ci}}) è {\displaystyle r_{M,t+1}}) può essere paragonata a quella del modello CAPM:
{\displaystyle r_{i}=a_{o}+a_{2}\beta _{ci}}
con:
{\displaystyle r_{i}=} rendimento del titolo privo di rischio i
{\displaystyle a_{o}=(1+\rho )[E_{t}(g_{t+1}^{-\sigma }]^{-1}-1}
{\displaystyle a_{2}={\frac {\sigma cov[(1+r_{M,t+1}),g_{t+1}]}{(1+\rho )[E_{t}(g_{t+1})^{-\sigma }]}}}
{\displaystyle \beta _{ci}={\frac {cov[(1+r_{i,t+1}),g_{t+1}]}{cov[(1+r_{M,t+1},g_{t+1}]}}}
Come nel modello CAPM, il rendimento del attivo rischioso i dipende dal rischio sistematico ma questo è dato dalla covarianza con il tasso lordo di crescita del consumo. 

## Verifica empirica
Utilizzando i dati trimestrali di 464 imprese tra il 1959 e il 1982 Mankiw e Shapiro stimano l'equazione seguente:
{\displaystyle r_{i}=a_{o}+a_{1}\beta _{Mi}+a_{2}\beta _{ci}}
dove {\displaystyle \beta _{Mi}} è chiamato il coefficiente beta del consumo.
Il modello CAPM dice che {\displaystyle a_{o}=r_{f}\,;\,a_{1}=E(r_{Mi})-r_{f}\,;\,a_{2}=0}
invece per il modello CCAPM si ha {\displaystyle a_{1}=0\,;\,a_{2}=E(r_{M})-r_{f}}.
Le stime ottenute indicano che il modello CAPM dà un risultato migliore del modello CCAPM.
Altri autori hanno ottenuto risultati negativi, in particolare Hansen et Singleton.
Al contrario, Lettau e Ludvigson trovano che una versione condizionale del modello CCAPM che tiene conto del rapporto consumo / patrimonio dà dei risultati soddisfacenti.